# Svaz učitelů tance Praha
Svaz učitelů tance se sídlem v Praze (SUTAP) je odborným občanským sdružením a samostatnou právnickou osobou profesionálních učitelů společenského tance a společenské výchovy (tanečních mistrů) a jejich spolupracovníků.
Podmínkou členství ve svazu je prokázání vzdělání a praxe v tanečním oboru. Působností svazu je odborná péče o rozvoj společenského tance, společenské výchovy a společenské zábavy. Svaz byl založen v roce 1994. V současnosti členové svazu vyučují v desítkách tanečních kurzů v Praze a jejím okolí, kterými ročně prochází stovky příznivců společenského tance.
Členství v SUTAP je známkou kvalitní taneční výuky tanečních škol, které pořádají kurzy společenského tance a společenské výchovy pro širokou veřejnost.
Ideou svazu je rozvíjení a šíření tradic výuky společenského tance, jejíž organizovanost, vyspělost a odbornost v Československu dosáhla světově ojedinělé a uznávané úrovně.
| „ | Přízeň a iniciativa nejširší taneční veřejnosti je zdrojem hodnotné společenské zábavy, kvalit českého společenského tance a kultury celé společnosti. | “ |

## Činnost
Svaz od svého vzniku vydává odborné publikace, organizuje odborné semináře, vydává osnovy pro kurzy společenského tance a společenské výchovy, spolupracuje s národními, zahraničními i mezinárodními tanečními organizacemi, pořádá a organizuje taneční soutěže, plesy a jiné společenské události, pořádá a organizuje taneční kurzy pro děti, mládež a dospělé. Je četným spolupořadatelem tanečních událostí spolu se Svazem učitelů tance České republiky (SUT ČR).
Vyspělejší formou společenských tanců, nácvikem předtančení či přípravou párů a formací pro soutěže v tanečním sportu se zabývají taneční kluby při některých tanečních školách členů svazu.

## Odbornost učitele tance

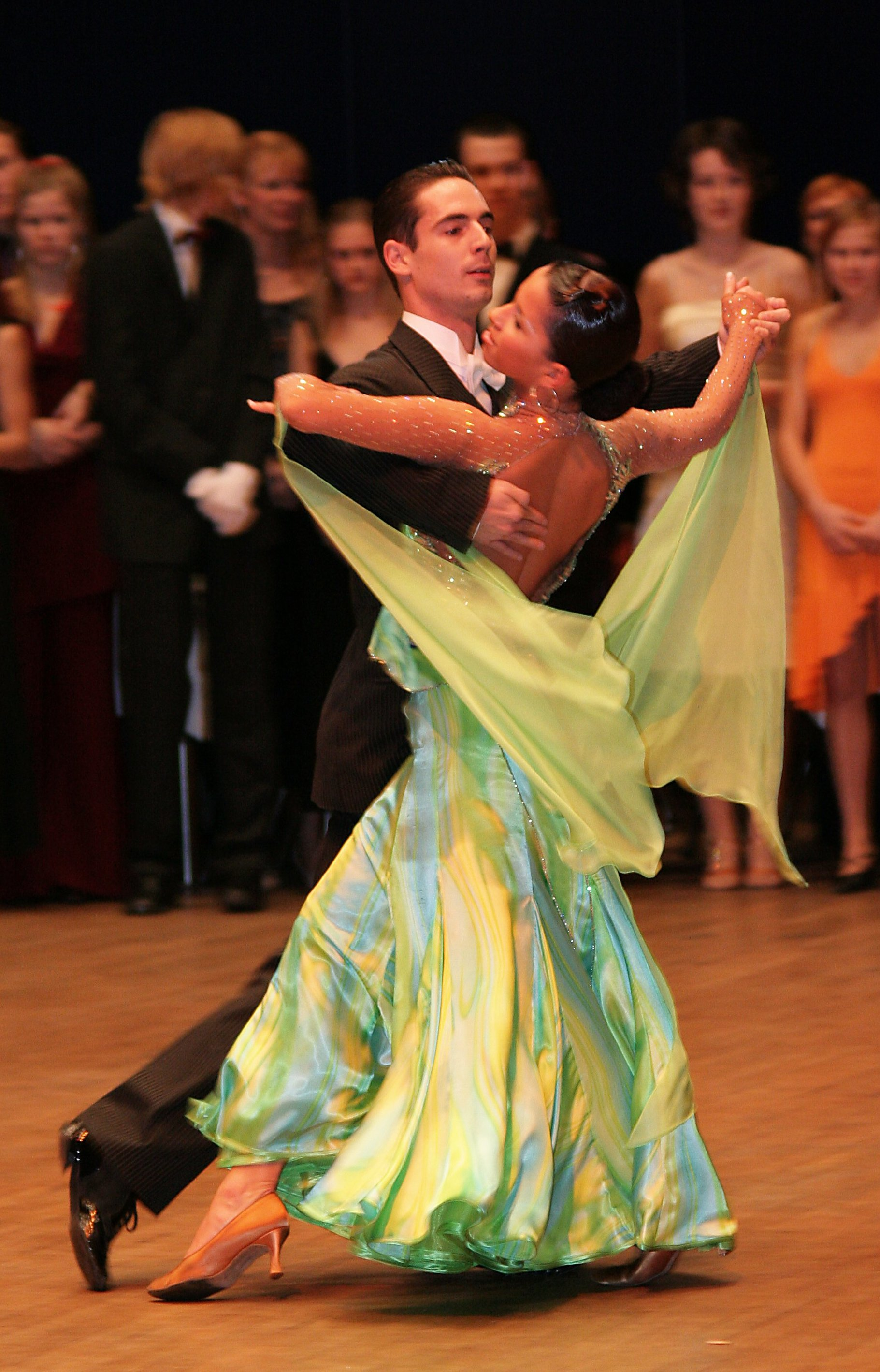
Exhibice standardních tanců v pražském Kongresovém centru.

- Učení společenskému tanci není nijak obtížné. Jeho obsahem je pohodlné a příjemné spojení přirozených pohybů, jako je chůze či běh určeným směrem, s rytmickou hudbou.[4] Tanec ale není pouhé "kráčení do rytmu". Tanečník vyjadřuje hudbu pohybem celého těla (resp. páru) a nikoli pouze pohybem nohou, chodidel nebo "nášlapy".[5]

- Výuka základů techniky je důležitá pro rozvoj porozumění správnému pohybu. Pohybové principy jsou shodné pro začátečníky i soutěžní tanečníky, pro začínající, středně pokročilé i vyspělé tanečníky.[4] Je chybou uvažovat rozdílnou formu tance, např. v tanečních kurzech pro veřejnost, a jeho výuku plně nedoceňovat.

- Osvojení správných pohybových principů je třeba věnovat pečlivou pozornost od samého počátku výuky.[4] Nevhodná výuka v počátcích přípravy vede k vytváření chybných návyků[4], kterým se lze později jen obtížně odnaučit, a které studentům zabrání v jejich dalším rozvoji. Na odbornost učitele primární výuky tance jsou proto kladeny vysoké požadavky.

- Studenti touží po vědomostech a nechtějí znát jen, "co" mají dělat, ale také "jak to udělat" a "proč".[4] Ideální učitel tance zná odpovědi na takto pokládané dotazy a nepředkládá studentům jen abstraktní pokyny, jejichž platnost si nemohou ověřit.

| „ | Nepřestává udivovat, když studenti dosahují úspěchu ne v důsledku tréninku, jehož se jim dostává, ale jemu navzdory! | “ |

SUTAP sdružuje učitele tance, kteří mají potřebné vzdělání a praxi v tanečním oboru. Mnozí mají za sebou kariéru špičkových tanečníků mezinárodní úrovně a jsou pravidelně školeni zahraničními profesionály, mezi nimiž nechybí řada mistrů světa.
| „ | Učit tanec mají ti, kteří sami tančit dovedou, a znají nejen kroky, ale i principy a filozofii tance a jeho výuky. | “ |

## Historie
Svaz byl založen v roce 1994 po rozkolu v celorepublikovém Svazu učitelů tance (SUT ČR). Členové nejaktivnější pražské odbočky SUT ČR vystoupili proti přetrvávající odborné nečinnosti a postupující komercionalizaci. Většina pražských učitelů tance, jejichž mluvčím byl JUDr. Josef Chrastil (mj. zakládající člen novodobého SUT ČR v roce 1969 a jeho dlouholetý předseda), ze stávajícího svazu vystoupila a založila Svaz učitelů tance Praha (SUTAP) jako novou celorepublikovou taneční organizaci. Jejím předsedou byl zvolen JUDr. Josef Chrastil, jednatelem Ing. Petr Unger a hospodářem Ing. František Vyskočil. Svaz byl zaregistrován 17.2.1995.
Mimopražští učitelé tance a také několik pražských, kteří nesouhlasili s postupem většiny členů pražské odbočky se sešli na mimořádném sjezdu SUT ČR v Pardubicích 28.6.1995, kde se rozhodli zachovat původní název organizace a rozvíjet dále její činnost. Do vedení SUT ČR byli zvoleni: prezident Stanislav Zíka, viceprezident [Jiří Plamínek] a sekretář Karel Řídel.
Po pětiletém působení SUTAP bylo zvoleno nové vedení. Předsedou se stal Ing. Miroslav Brožovský, jednatelkou Eva Bardonová, hospodářem Ing. František Vyskočil. S výjimkou jednatelky Evy Bardonové, kterou vystřídala Mgr. Martina Skálová, pracuje vedení SUTAP i v současnosti.[kdy?]

## Studijní odkazy
Pro natáčení filmu Jaromila Jireše Učitel tance z roku 1994 s výborným hereckým obsazením a Martinem Dejdarem v hlavní roli, který je zčásti autobiografickým příběhem autora scénáře Jiřího Hubače, byly původně pečlivě nacvičeny současné taneční choreografie. Pro zasazení příběhu do 40. let 20. století byl narychlo přizván JUDr. Josef Chrastil, který s herci pro natáčení vytvořil formu společenského tance více odpovídající období první republiky.